# Bernardo II de Cabrera

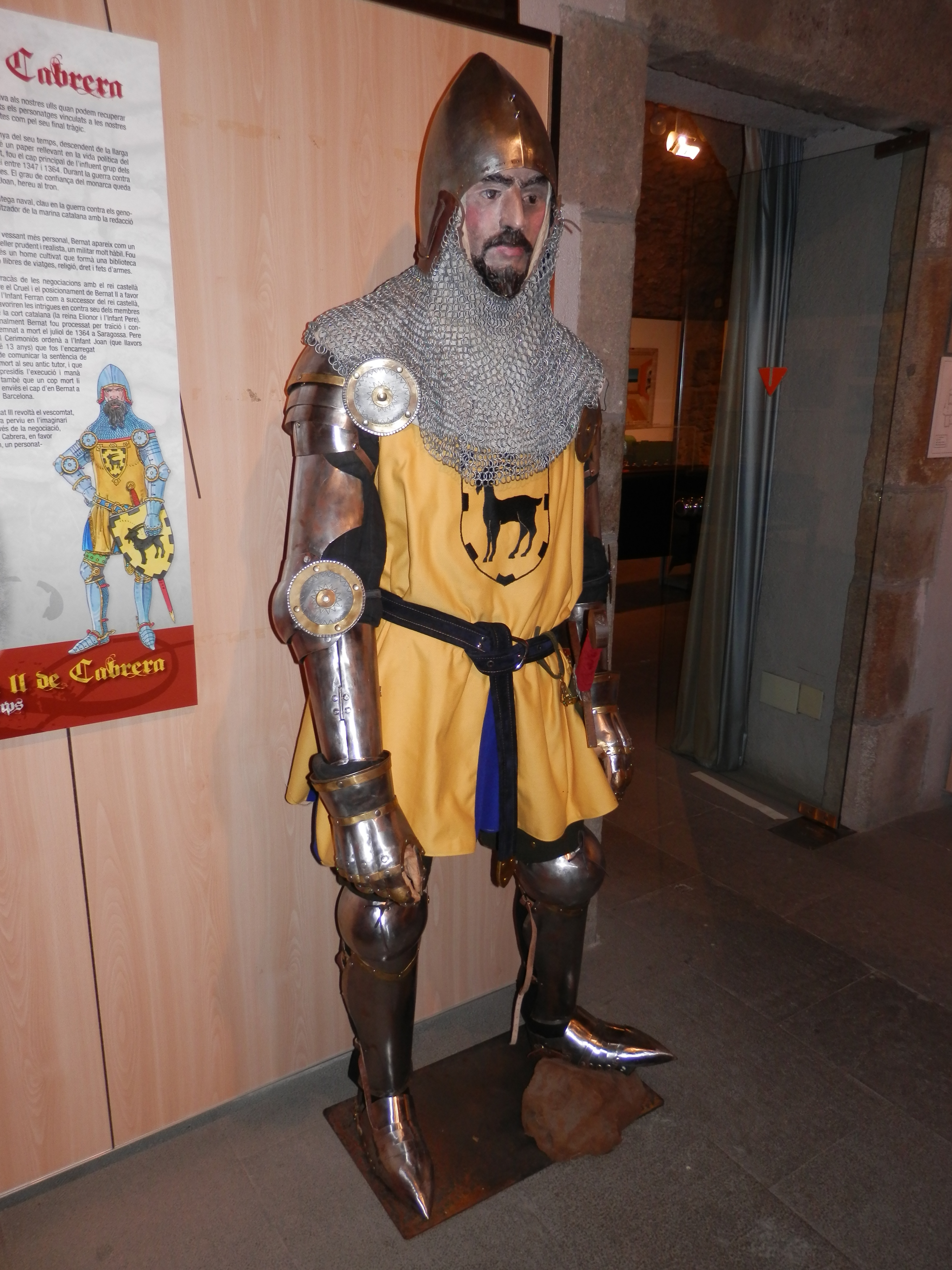
Riproduzione dell'armatura di Bernat II de Cabrera al Museu Etnològic del Montseny

Bernardo II de Cabrera (in catalano Bernat II de Cabrera; Calatayud, 1298 – Saragozza, 1364) è stato un nobile spagnolo, ammiraglio della flotta reale della corona d'Aragona. Fu visconte di Cabrera (1328-1343, 1349-1350) e di Bas (1335, 1352-1354).

## Biografia
Figlio di Bernardo I de Cabrera, si sposò con Timbora de Fenollet da cui ebbe due figli: Ponzio e Bernat.
Prese parte alla spedizione militare in Sardegna del 1323 contro Pisa. Durante la guerra dell'unione (1347-1348) sconfisse i nobili dell'Unione di Aragona nella battaglia di Épila (1348), e poco dopo l'Unione di Valencia nella battaglia di Mislata.
Tornato in Sardegna nel corso della guerra degli Stretti si scontrò con il giudicato di Arborea e i Doria, sconfiggendo la flotta genovese ad Alghero nel 1353 nella battaglia della Lojera e le truppe giudicali presso Quartu (1354) che portarono poi alla svantaggiosa (per i catalani)  pace di Sanluri, nel 1355.
Nel 1357 fu incaricato di negoziare una tregua con Pietro I di Castiglia e nel 1361 negoziò la pace di Terrer. Combatté poi contro i Saraceni di Granada e successivamente contro i castigliani che avevano nuovamente invaso l'Aragona.
I nobili aragonesi congiurarono contro di lui e nel 1364 fu fatto giustiziare per ordine del re.